# Римские бани Комо

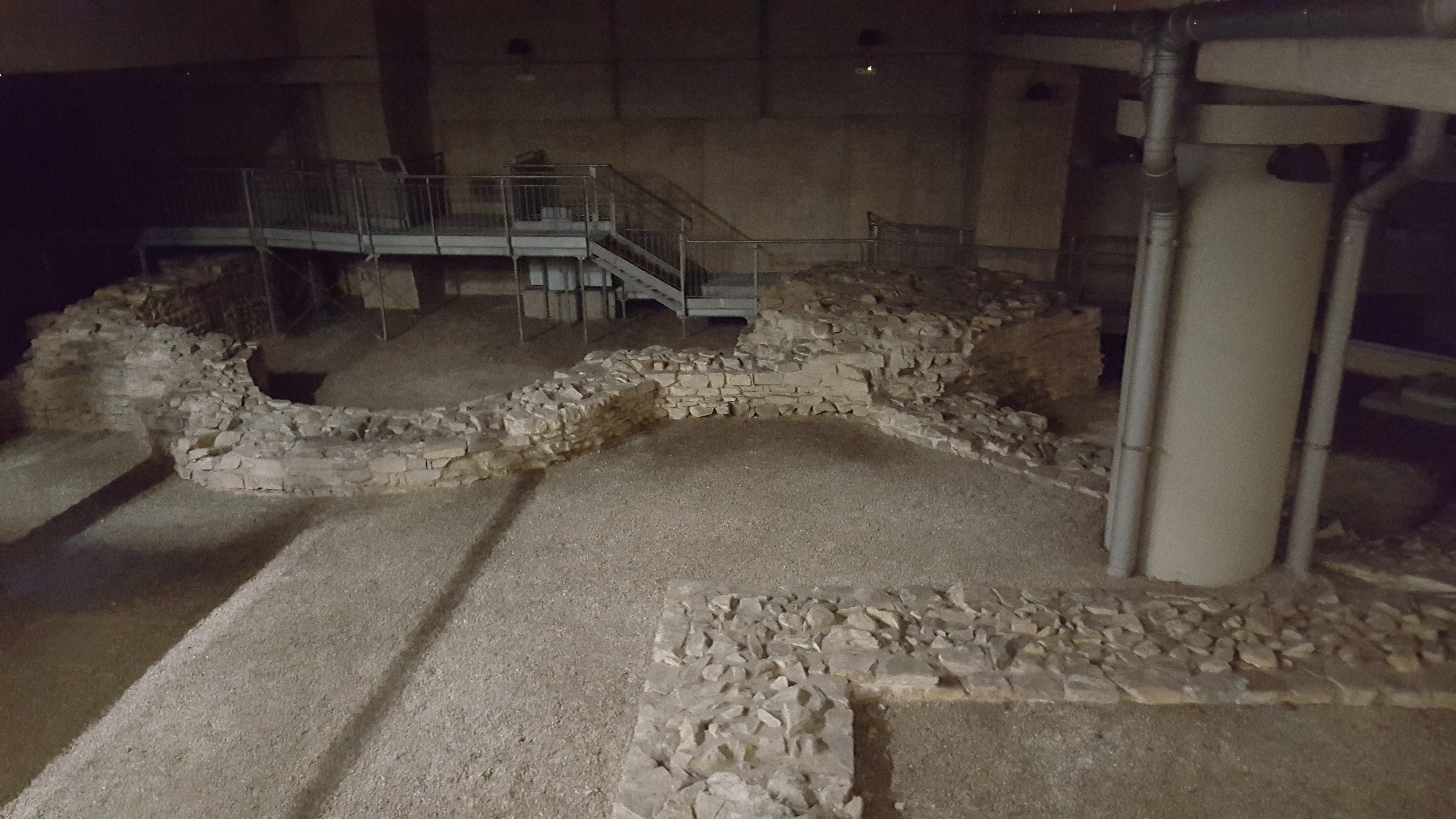
Термы Комо

Римские бани Комо — древние термы, расположенные в городе Комо, Италия, между улицами Лекко и Данте. Использовались со второй половины первого века нашей эры до конца третьего века. Это самый большой термальный комплекс, обнаруженный за пределами Рима.

## История
Бани были построены во второй половине первого века благодаря финансированию Плинием Младшим, политиком, родившимся в Комо и занимавшим важные должности в Римской империи. Стоимость строительства и поддержания функционирования бань составила 500 тысяч сестерциев. Бани использовались для отдыха и лечения целебными водами, а также служили местом поклонения стихии воды, Нептуну, чем отличались от других терм.
В конце третьего века бани были заброшены, элементы отделки и строительные материалы были использованы в других зданиях. На территории комплекса на следующие три столетия расположилось кладбище.

## Раскопки

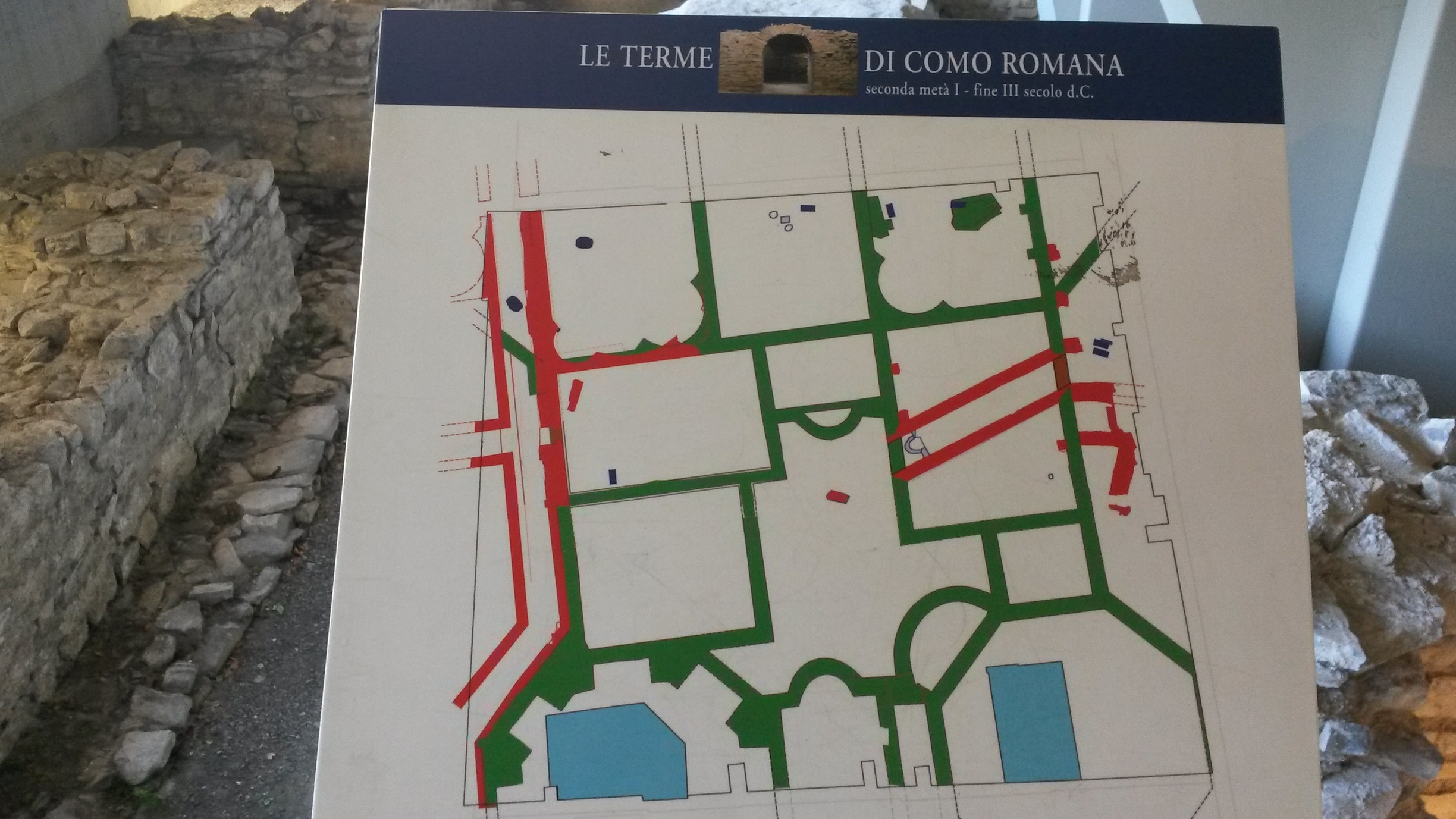
План раскрытой территории

Впервые следы бань были обнаружены при строительных работах в 1971 году. Комплекс состоял из нескольких помещений разного предназначения, соединённых переходами. По остаткам плитки и других элементов декора удалось датировать строительство зданий началом второго века нашей эры. Здания имели форму восьмиугольника размером 25, 22 и 20 метров. Толщина стен составляла 120 см. В зданиях была система водопровода, проложенного на разных уровнях.
Раскопки были продолжены в период с 2006 по 2008 год. Общая исследованная территория составляет 2800 квадратных метров. Была идентифицирована 21 комната. Обнаружены следы систем воздушного отопления, а также сотни элементов декора — фрагменты фресок с геометрическими и растительными орнаментами, кусочки мрамора и плитки. Более точно были определены периоды строительства: I – в конце 1 века нашей эры, II – в середине второго века.
Если основываться на схеме классических римских бань, строительство которых велось в тот период, то термальный комплекс Комо предположительно может занимать от 4000 до 8000 квадратных метров, что больше термальных бань Помпей.

## Текущее состояние

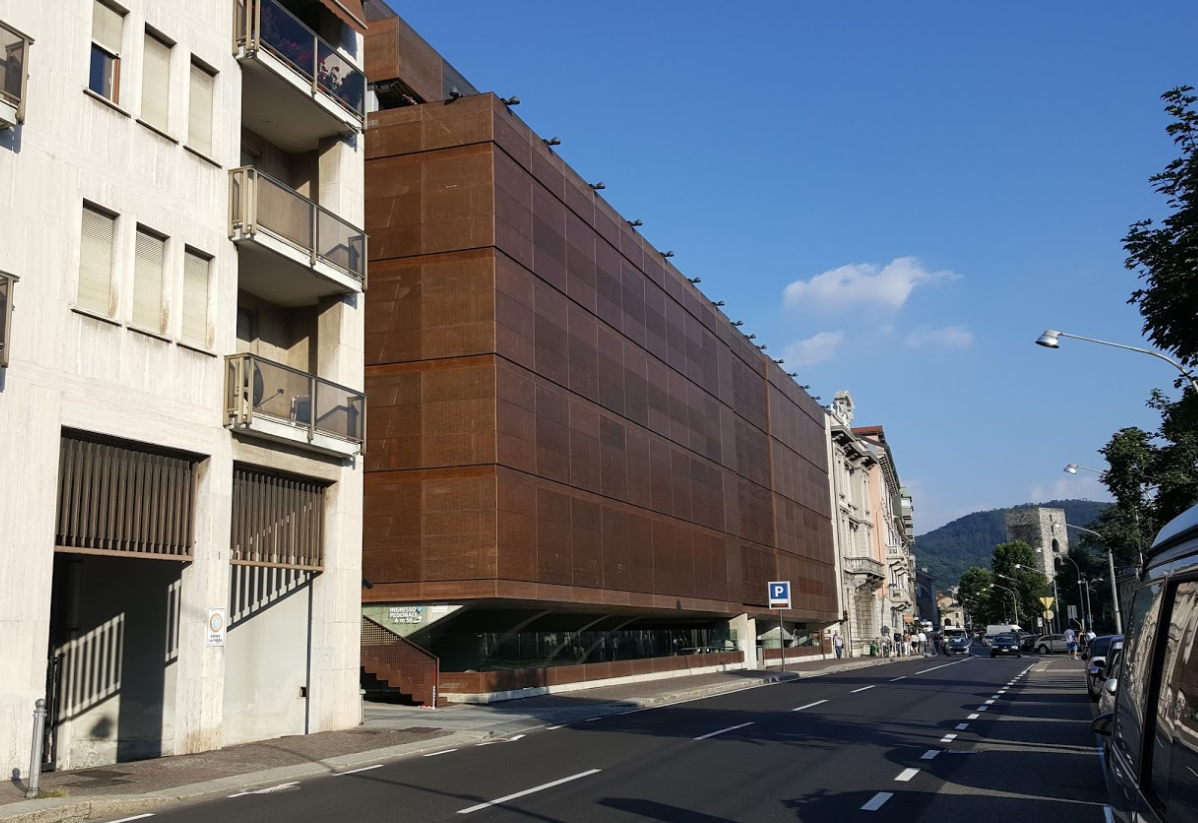
Здание семиэтажной парковки над раскопками

Территория раскопок была передана под строительство государственного многоэтажного платного паркинга. Строительство было проведено с осторожностью, здание возвели на колоннах, благодаря чему большая часть комплекса доступна для обзора. Термы в их современном состоянии можно рассмотреть, прогуливаясь по специальным мосткам. Также установлены две витрины с образцами археологических находок.